# Prvenstvo Šibenskog nogometnog podsaveza 1961./62.
Prvenstvo Šibenskog nogometnog podsaveza (Liga Šibenskog nogometnog podsaveza, Podsavezna nogometna liga NP Šibenik) za sezonu 1961./62. je bila liga 3. stpnja nogometnog prvenstva Jugoslavije. 
 Sudjelovalo je 8 klubova, a prvak je bio "DOŠK" iz Drniša, koji je potom sudjelovao u doigravanju za prvaka"Dalmatinske zone". 

## Ljestvica
| mj. | klub                   | ut. | pob. | ner. | por. | gol+ | gol- | bod |
| --- | ---------------------- | --- | ---- | ---- | ---- | ---- | ---- | --- |
| 1.  | DOŠK Drniš             | 14  | 13   | 0    | 1    | 43   | 16   | 26  |
| 2.  | Rudar Siverić          | 14  | 9    | 1    | 4    | 42   | 20   | 19  |
| 3.  | Dinara Knin            | 14  | 7    | 2    | 5    | 34   | 26   | 26  |
| 4.  | Polet Zablaće          | 14  | 7    | 1    | 6    | 28   | 30   | 15  |
| 5.  | Metalac Šibenik        | 14  | 5    | 4    | 5    | 30   | 32   | 14  |
| 6.  | Aluminij Lozovac       | 14  | 3    | 4    | 7    | 23   | 30   | 10  |
| 7.  | TLM Šibenik            | 14  | 2    | 3    | 9    | 15   | 30   | 7   |
| 8.  | Požar Skradinsko Polje | 14  | 2    | 1    | 11   | 16   | 48   | 5   |

- Zablaće – danas dio naselja Šibenik

## Rezultatska križaljka
| kratica | klub                   | ALU | DIN | DOŠK | MET | POL | POŽ | RUD | TLM |
| --- | ---------------------- | --- | --- | ---- | --- | --- | --- | --- | --- |
| ALU | Aluminij Lozovac       |     |     |      |     |     |     |     |     |
| DIN | Dinara Knin            |     |     |      |     |     |     |     |     |
| DOŠK | DOŠK Drniš             |     |     |      |     |     |     |     |     |
| MET | Metalac Šibenik        |     |     |      |     |     |     |     |     |
| POL | Polet Zablaće          |     |     |      |     |     |     |     |     |
| POŽ | Požar Skradinsko Polje |     |     |      |     |     |     |     |     |
| RUD | Rudar Siverić          |     |     |      |     |     |     |     |     |
| TLM | TLM Šibenik            |     |     |      |     |     |     |     |     |
| |                        |     |     |      |     |     |     |     |     |
| podebljan rezultat - utakmice od 1. do 7. kola (1. utakmica između klubova) rezultat normalne debljine - utakmice od 8. do 14. kola (2. utakmica između klubova) rezultat nakošen - nije vidljiv redoslijed odigravanja međusobnih utakmica iz dostupnih izvora rezultat nakošen i smanjen * - iz dostupnih izvora nije uočljiv domaćin susreta prekrižen rezultat - poništena ili brisana utakmica p - utakmica prekinuta 3:0 p.f. / 0:3 p.f. - rezultat 3:0 bez borbe n.i. - nije igrano |                        |     |     |      |     |     |     |     |     |

 Izvori: 